# Thomas Petsch

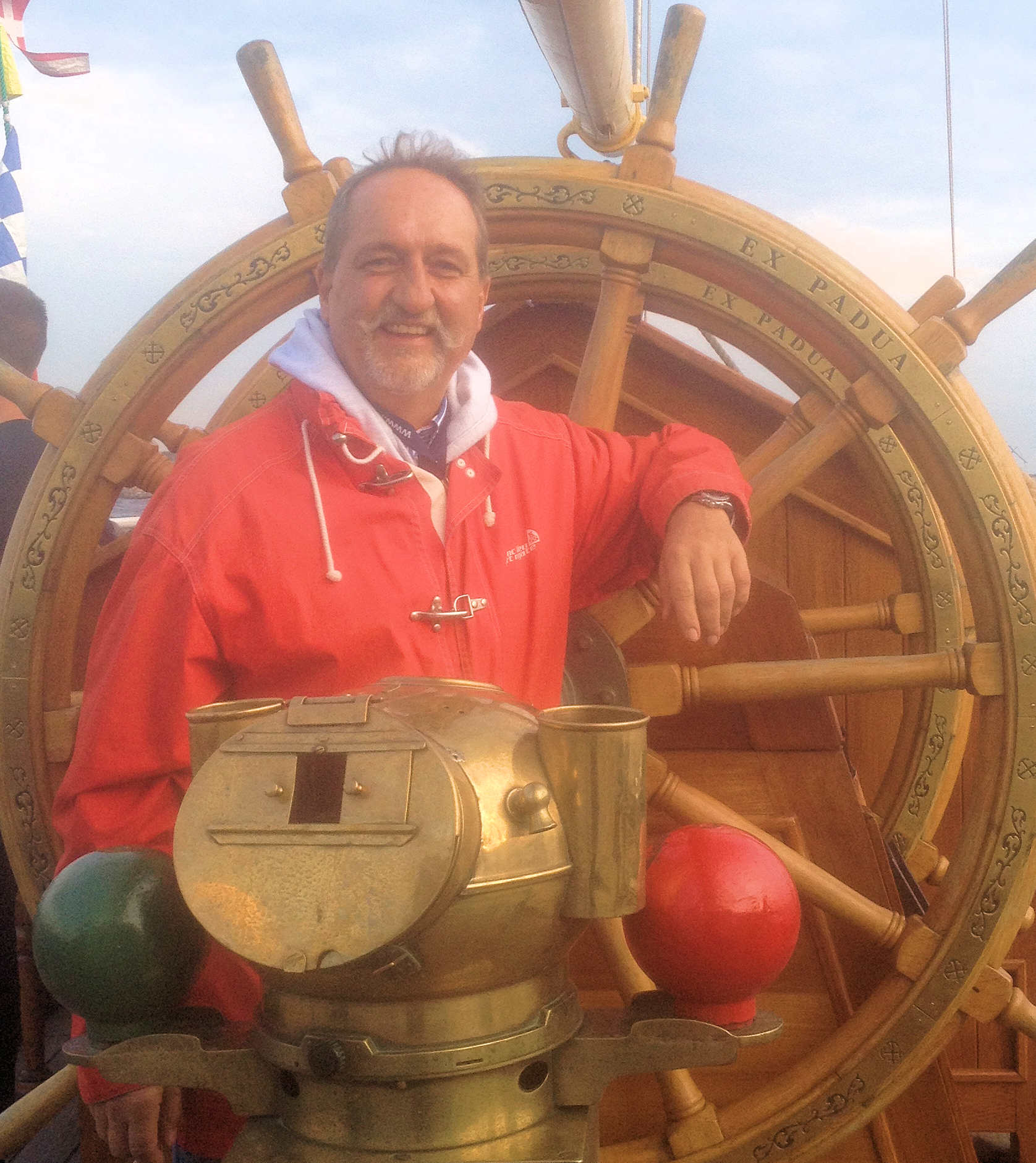
Thomas Petsch bei der Hanse Sail

Thomas Petsch (* 14. Dezember 1959 in Würzburg; † 17. Juli 2017 in Wismar) war ein deutscher Ingenieur, Unternehmer und Erfinder.

## Leben
Noch während seines Maschinenbaustudiums an der FH Würzburg-Schweinfurt machte sich Thomas Petsch mit der Produktion eigens konstruierter Blumenöfen selbstständig. Mit Gießereien und Maschinenbau-Betrieben in Polen gelang dem Diplomingenieur letztlich der unternehmerische Durchbruch. Nach Erwerb der Namensrechte an der Marke Münch gründete Petsch im Jahr 1997 die Münch Motorrad Technik GmbH. Mit dieser entwickelte er eines der leistungsstärksten Serienmotorräder der Welt, die Mammut 2000. Aufgrund zu hoher Kosten wurde die Produktion der 260 PS-starken Maschine allerdings bereits nach 15 Exemplaren und einem Investitionsvolumen von ca. 10 Millionen Euro eingestellt.

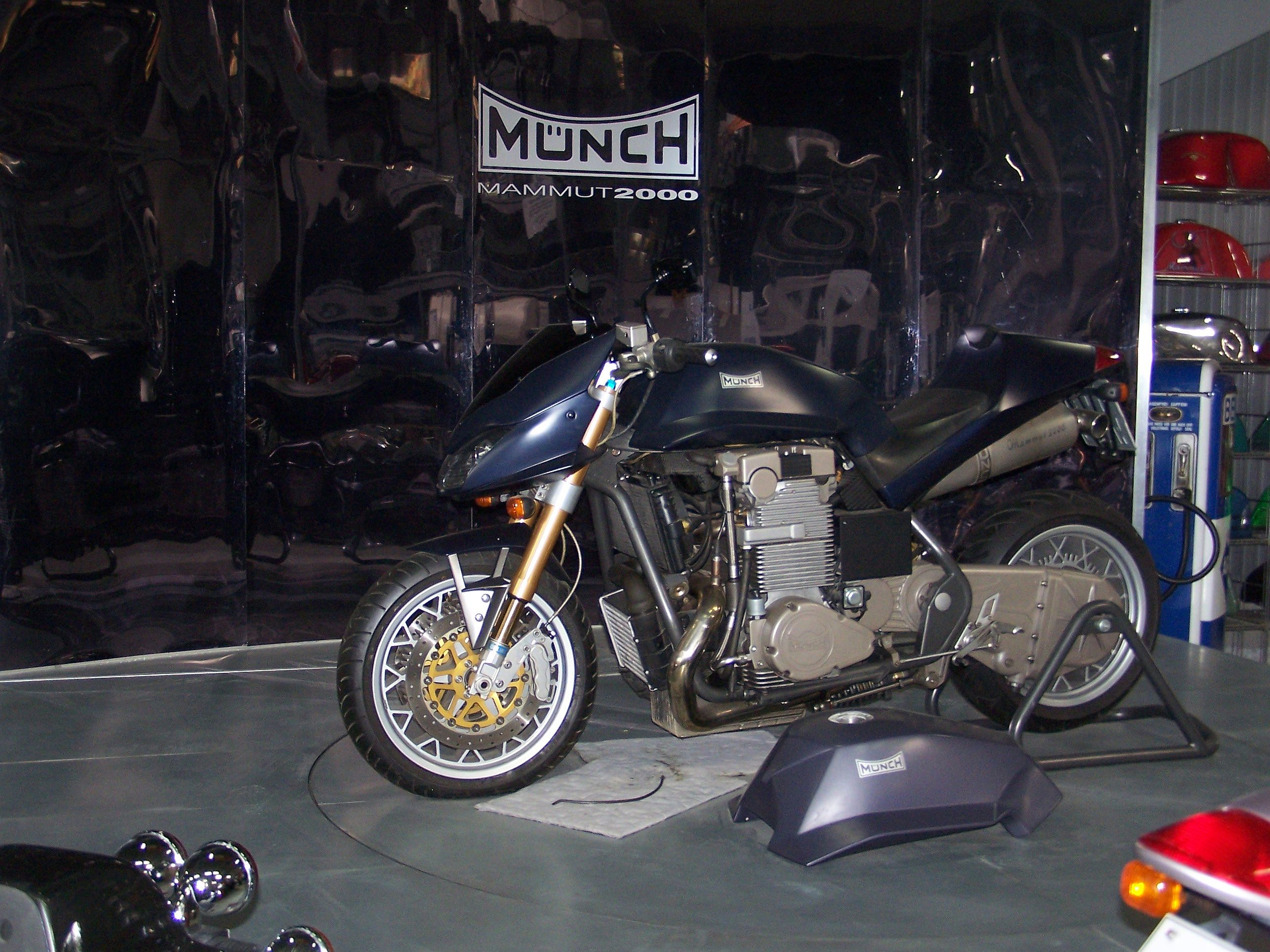
Münch Mammut 2000

Als Geschäftsführer der art+form Firmengruppe engagierte sich Thomas Petsch auch im Bereich Solarenergie und Elektromobilität. So war er maßgeblich an der Entwicklung von SunCarrier, einem Tracking-System für nachgeführte Solaranlagen, beteiligt.
In den Jahren 2008 bis 2012 entwickelte Petsch mit seinem Team die elektrogetriebenen Straßenrennmotorräder Münch TTE-1 sowie das Nachfolgemodell TTE-2. Auf diesen Maschinen errang seine Münch Racing GmbH mit den Fahrern Matthias Himmelmann und Katja Poensgen in den Jahren 2010, 2011 und 2012 mehrere Weltmeistertitel in den Fahrer- und Konstrukteurswertungen der beiden internationalen Straßenrennmeisterschaften für elektrisch angetriebene Motorräder: TTXGP The eGrandPrix und FIM e-Power International Championship der Fédération Internationale de Motocyclisme.
Ein Jahr vor seinem Tod betätigte sich Petsch erstmals als Hotelier. Im Mai 2016 eröffnete er sein Ostsee-Gutshaus in Klein Strömkendorf, wo seitdem auch seine Münch-Motorradsammlung ausgestellt ist.